# Baba (Elefant)

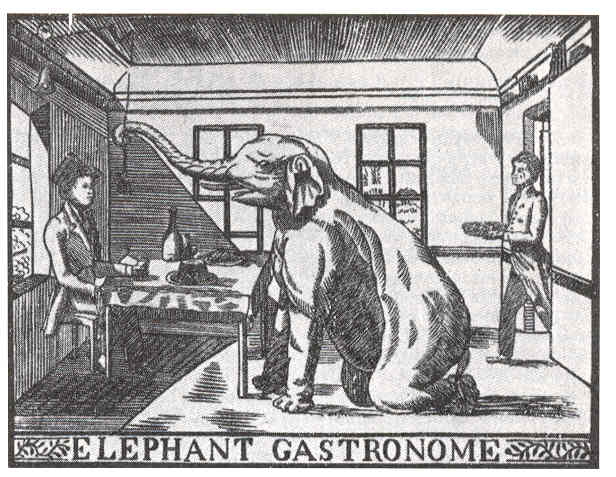
Baba, der schmausende Elefant (1824)

Baba (nachgewiesen zwischen 1824 und 1840) war ein indischer Elefant, der in Tierschauen und auf Jahrmärkten in Europa als éléphant gastronome, als schmausender Elefant, gezeigt wurde. Weitere dressierte Vertreter seiner Art traten im 19. Jahrhundert unter demselben Namen Baba auf.

## Leben als Dressur
In der ersten Hälfte des 19. Jahrhunderts reiste eine Madame Leclerf, geborene Padovany, aus Lyon mit einem Elefanten namens Baba über die Jahrmärkte in Europa. Laut einem erhaltenen Anschlagzettel von 1829 in Wien war das Tier so dressiert, dass es an einem Tisch sitzen, von Tellern „essen“ und diese seinem „Kellner“ zurückgeben konnte. Zudem zog es Korken aus einer Flasche und hob ein herabgefallenes Schnupftuch auf, das es mit dem Rüssel zusammenfaltete. Der Elefant sammelte auf den Boden geworfene Münzen ein, ließ sie im Rüssel klingeln und gab sie dem „Besitzer“ zurück; er klopfte mit einem Hammer auf ein Brett und schoss eine Pistole ab.
Nachgewiesen ist Babas Auftritt zum ersten Mal zur Leipziger Herbstmesse im Jahr 1824. Den überlieferten Berichten zufolge war der schmausende Elefant der Madame Leclerf 1827 unter anderem in Frankfurt am Main und 1829 in Wien zu sehen.

## Weitere Elefanten namensBaba

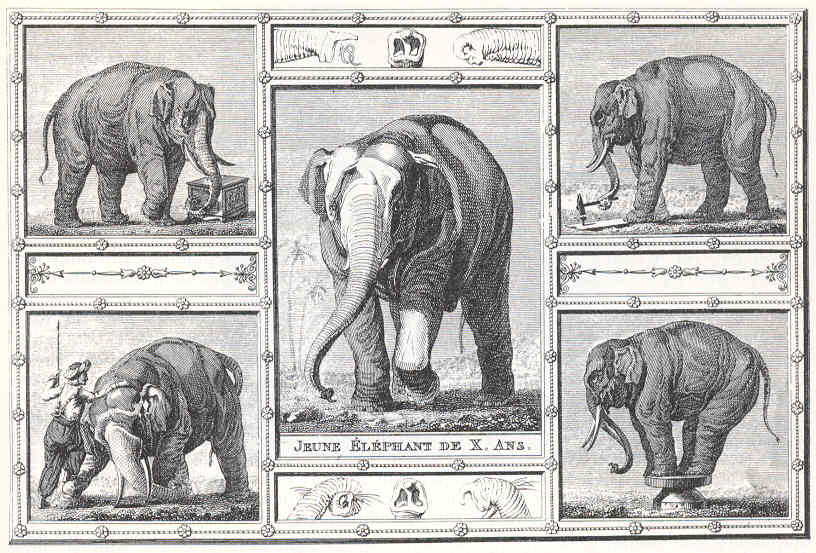
Baba im Cirque Franconi, Paris 1816

Bereits 1816 war ein als zehnjährig annoncierter Elefant Baba mit seinen Kunststücken im Cirque Olympique der Brüder Franconi in Paris aufgetreten und hatte unter anderem den sensationellen Balanceakt auf dem Schemel vorführen können. Die Tatsache, dass die Reklame in den folgenden gut zehn Jahren auch Madame Leclerfs Baba stets als unverändert zehnjähriges männliches Tier anpries, hat zu der Annahme geführt, dass es sich bei ihrem schmausenden Elefanten um einen weiteren gleichen Namens gehandelt haben könnte.
Im Jahr 1837 wurde ein Auftritt Madame Leclerfs mit ihrem Baba in einer Bühnenaufführung in Prag vermerkt, in der der Elefant in einem Bühnenspektakel mitspielte und ein kleines Kind zu retten sowie bösen Räubern den Garaus zu trompeten hatte. Die überlieferte Rezension spricht allerdings von einer Dem.(oiselle) Baba und einem Frl. Baba, so dass als sicher angenommen werden kann, dass sich Madame Leclerf in der Zwischenzeit ein neues, diesmal weibliches Tier zugelegt hatte. Im Jahr 1840 lässt sich nochmals der weibliche Elefant, diesmal als Miss Baba geführt, im Wiener Prater nachweisen, der wiederum als ein schmausender Elefant beschrieben ist.

## Rezeption
Dass eines dieser Tiere mit der Elefantenkuh Miss Baba identisch ist, die 1857 in Niederroßla ums Leben kam und deren Skelett in Gotha aufbewahrt wird, ist unwahrscheinlich. Ähnlich wie Jumbo, ein afrikanischer Elefant, der von P. T. Barnum in den 1880er Jahren als König der Elefanten erfolgreich in Amerika ausgestellt wurde und dadurch einen Begriff für Großes etablieren konnte, war auch Baba von den Schaustellern des frühen 19. Jahrhunderts als ein erfolgversprechender Name für ihre dressierten Elefanten übernommen worden. Baba inspirierte im Jahr 1931 das unterdessen weltbekannte Kinderbuch über die Histoire de Babar.